# HD 26311
HD 26311，又名BD+33 807，SAO 57047、HR 1286，是一颗恒星，视星等为5.72，位于銀經163.77，銀緯-13.03，其B1900.0坐标为赤經4h 4m 33.7s，赤緯+33° -13.03′ 31″。